# Esse Akida
Esse Mbeyu Akida, née le 18 novembre 1992, est une footballeuse internationale kenyanne évoluant au poste d'attaquant. Elle fait partie des joeuses du PAOK en Grèce,  et  est membre des "Harambee Starlets", l'équipe nationale de football du Kenya.

## Carrière

### En club
Akida joue pour le club Moving The Goalposts (MTG) en 2002. Elle est élue meilleure buteuse du tournoi de football féminin COTIF 2016 à Valence, en Espagne avant d'être transférée dans le club israélien Ligat Nashim du FC Ramat HaSharon.
En février 2020, Esse Akida rejoint le Beşiktaş en Turquie. Après avoir participé à deux matchs du championnat de football féminin turc durant la saison 2019-2020, interrompue en raison de la crise sanitaire du Coronavirus, elle quitte la Turquie le 23 février 2021 pour son pays. Par la suite, elle signe dans le club de PAOK.

### En sélection
Elle rejoint la sélection kényane lors de la Coupe des Nations des Femmes d'Afrique de 2016 à laquelle elle marque pour son pays lors du match contre le Guinée-Équatoriale .